# Sodexo
Sodexo (vroeger Sodexho Alliance, Euronext: SW) is een Franse multinationale onderneming die in 1966 in Marseille opgericht werd door Pierre Bellon. Het bedrijf is actief in 55 landen en heeft wereldwijd ruim 400.000 medewerkers in dienst.

## Activiteiten
Het bedrijf heeft twee afdelingen, Food Services (met name catering in alle vormen) en Facility Management (FM). Onder FM vallen activiteiten als schoonmaken en ontvangst. FS is veruit de grootste activiteit en vertegenwoordigt twee derde van de totale omzet.
Sodexo verzorgt ook onder meer de catering en vip-arrangementen op grote (sport)evenementen, zoals de Tour de France, de Dakar-rally, de Olympische en Paralympische Spelen en de Chelsea Flower Show.
Het voormalige bedrijfsonderdeel Benefits & Rewards Services, met Lunch Pass, Eco Pass, Cadeau Pass, dienstencheques, Incentives, Public Benefits, etc., is afgesplitst onder de nieuwe bedrijfsnaam Pluxee.
Het bedrijf heeft een gebroken boekjaar dat per 31 augustus stopt. In het boekjaar tot 31 augustus 2024 behaalde het een omzet van 23,8 miljard euro. De Verenigde Staten was veruit de grootste markt met een omzetaandeel van 47% in het totaal gevolgd door Europa met 35%.
De belangrijkste aandeelhouder is de familie van de oprichter Pierre Bellon via Bellon SA. In deze laatste vennootschap heeft de familie een meerderheidsbelang. Bellon SA had 42,8% van de aandelen en 58,0% van het stemrecht per 31 augustus 2024.

## Geschiedenis
Sodexho SA werd in 1966 in Marseille opgericht door Pierre Bellon. Het begon met het leveren van maaltijden aan instellingen, bedrijven, scholen en ziekenhuizen. In de jaren zeventig wordt het bedrijf internationaal actief in onder meer België, Italië en Spanje. In 1983 volgde de beursnotering van Sodexho aan de effectenbeurs van Parijs. In 1998 volgde een grote stap, Sodexho en Marriott International fuseerden tot Sodexo Marriott Services en werd daarmee de leider in de zakelijke dienstverleningsmarkt in de Verenigde Staten. In 2002 volgde een beursnotering aan de New York Stock Exchange.
In 2008 werd de letter "h" uit de bedrijfsnaam geschrapt en Sodexho gaat verder als Sodexo. In 2016 geeft Pierre Bellon zijn functie van voorzitter over aan zijn dochter Sophie. Pierre Bellon overleed op 31 januari 2022.
In het jaren van 2000 tot en met 2010 werden diverse acquisities gedaan, waaronder Sogeres and Score in Frankrijk, Wood Dining Services, Circles en Zehnacker in Duitsland, RKHS Group in India en het Braziliaanse VR.
Op 9 oktober 2023 werd bekendgemaakt dat de afdeling "Benefits & Rewards Services" wordt ondergebracht in een autonome organisatie met de naam Pluxee. Op 1 februari 2024 werd Pluxee afgesplitst en kreeg een beursnotering op Euronext Paris. Bellon SA is de grootste aandeelhouder in Pluxee.
AB Inbev ·
ADP ·
Adyen ·
Ahold Delhaize ·
AIB ·
Air Liquide ·
Airbus ·
Aker BP ·
AkzoNobel ·
Alstom ·
ArcelorMittal ·
Argenx ·
ASMI ·
ASML ·
AXA ·
Bank of Ireland ·
BioMérieux ·
BNP Paribas ·
Bouygues ·
Bureau Veritas ·
Campari ·
Capgemini ·
Carrefour ·
Crédit Agricole ·
D'Ieteren ·
Danone ·
Dassault Systèmes ·
DNB ·
DSM-Firmenich ·
Edenred ·
EDP ·
Eiffage ·
Enel ·
ENGIE ·
Eni ·
Equinor ·
EssilorLuxottica ·
Eurofins Scientific ·
Ferrari ·
Galp Energia ·
GBL ·
Generali ·
Heineken ·
ING ·
Intesa Sanpaolo ·
INWIT ·
Ipsen ·
J. Martins ·
KBC ·
Kering ·
Kerry ·
Kingspan ·
KPN ·
Legrand ·
Mediobanca ·
Michelin ·
Moncler ·
Mowi ·
NN Group ·
Norsk Hydro ·
Orange ·
Pernod Ricard ·
Philips ·
Pluxee ·
Poste Italiane ·
Prosus ·
Prysmian ·
Publicis ·
Randstad ·
Recordati ·
Renault ·
Ryanair ·
Safran ·
Saint-Gobain ·
Sanofi ·
Schneider Electric ·
Shell ·
Smurfit Kappa ·
Snam ·
Société Générale ·
Sodexo ·
Solvay ·
Stellantis ·
STMicroelectronics ·
Syensqo ·
Telenor ·
Teleperformance ·
Tenaris ·
Terna ·
Thales ·
TotalEnergies ·
UCB ·
UMG ·
UniCredit ·
Veolia Environnement ·
VINCI ·
Vivendi ·
Wolters Kluwer ·
Worldline ·
Yara